# Виразка

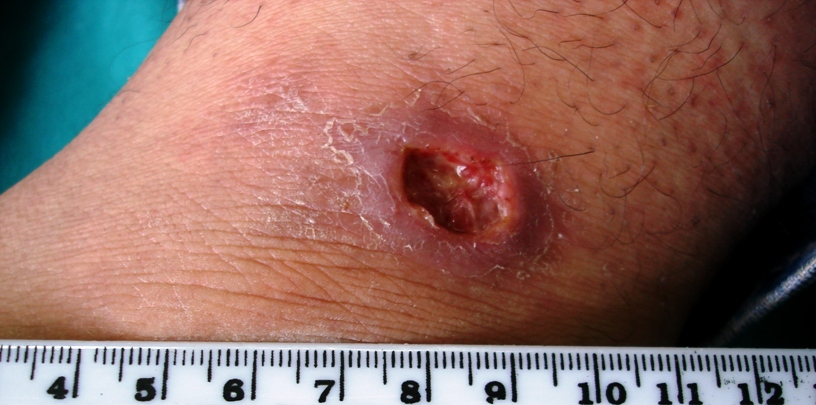

Ви́разка (лат. ulcus, -eris, n.) — глибокий некротично-запальний дефект епітелію шкіри або слизової оболонки та (на відміну від ерозії) тканин, як правило, хронічного характеру, що виникає внаслідок інфекції, механічного, хімічного або променевого ураження, а також в результаті порушення кровопостачання та/або іннервації. Для виразки, на відміну від рани характерна втрата тканини («мінус-тканина»).
Виразка практично завжди заживає з утворенням рубця, хоча при черевному тифі і паратифах виразки кишечника загоюються повністю, без утворення рубця, залишається тільки пляма пігментації (пляма Петена).

## Будова
Виразка має свою будову — дно та стінки.
Стінки обмежують процес, утворюючи форму — округлу, овальну, неправильну. Самі стінки можуть мати різне забарвлення, еластичність та чутливість, бути вище рівня шкіри (слизової), нижче рівня та на рівні. Навколо стінок може бути запальний вінець різного кольору та форми.
Дно теж може мати різне забарвлення, вологість, чутливість, еластичність. За глибиною закладання дна в порівнянні з нормальним рівнем шкіри (слизової) визначають глибока чи поверхнева виразка.
За характеристиками стінки та дна можна встановити причину виникнення, час «існування» виразки.

## Виразки органів травлення
- Виразка шлунку
- Виразка дванадцятипалої кишки
- Пептична виразка
- Трофічна виразка